# Moctezuma I.

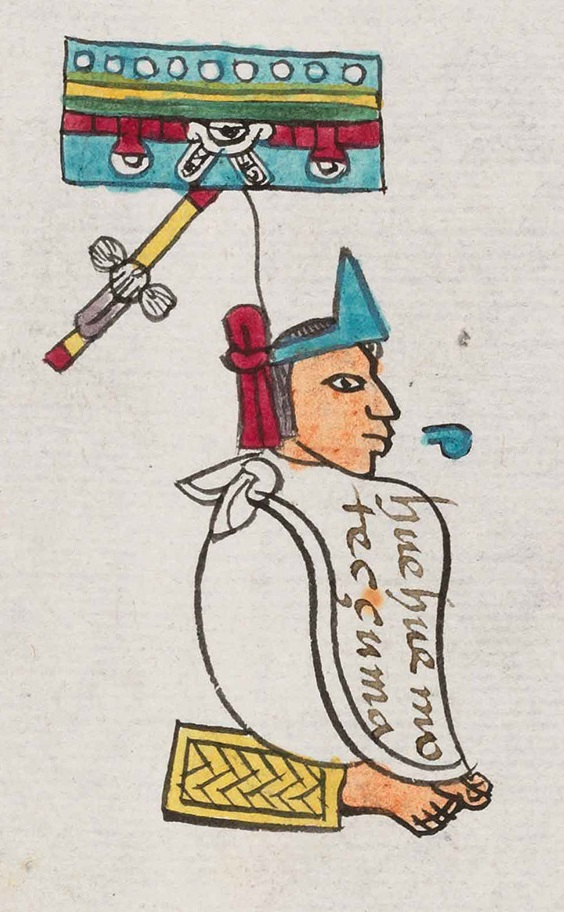
Abbildung des Moctezuma im Codex Mendoza aus dem 16. Jahrhundert

Die Expansion der aztekischen Herrschaftsbereich im 15. bis zum Beginn des 16. Jahrhunderts unter den einzelnen Regenten.
Itzcóatl (1427–1440)
Moctezuma I. (1440–1469)
Axayácatl (1469–1481)
Tízoc (1481–1486)
Ahuízotl (1486–1502)
Moctezuma II. (1502–1519)

Moctezuma I. (eigentlich Motēcuhzōma Ilhuicamīna [moteːkʷ'soːma ilwika'miːna], Nahuatl für Er schaut finster drein wie ein Fürst und dem unterscheidenden Beinamen der nach dem Himmel schießt, spanisch auch Montezuma; * 1390; † 1469) war von 1440 bis 1469 Herrscher über die aztekische Stadt Tenochtitlán. Zusammen mit seinem Stellvertreter Tlacaélel prägte er in den Jahren seiner Herrschaft die Gestalt des aztekischen Staates so, wie sie noch zur Zeit der spanischen Eroberung Mexikos bestand.

## Leben
Moctezuma war der Sohn des früheren Herrschers Huitzilíhuitl und seiner aus der Stadt Cuauhnahuac stammenden Frau Miyahuaxihuitl. In jungen Jahren nahm er an einem Kriegszug gegen die Stadt Chalco teil, wo er gefangen genommen wurde und nur knapp überlebte. Bereits unter dem Herrscher Acamapichtli hatten die Auseinandersetzungen mit dieser Stadt begonnen und auch Moctezumas Vorgänger, sein Onkel Itzcóatl, hatte mit Chalco Krieg geführt. Als Moctezuma nun 1440 den Thron bestieg, begann er sofort mit neuen Kriegsvorbereitungen. Als Zeichen der Unterwerfung forderte er von Chalco Materialien für den Ausbau des Tempels des Huitzilopochtli in Tenochtitlán, doch die Bewohner der Stadt verweigerten sich.
Am folgenden Krieg beteiligten sich neben Tenochtitlán auch viele zuvor unterworfene Städte, doch es gelang trotz einiger Erfolge kein schneller Sieg. Noch während der Krieg andauerte, wurde Tenochtitlán zwischen 1446 und 1450 nacheinander von einer Heuschreckenplage, einer Überschwemmung und einer Hungersnot heimgesucht. Viele Menschen verließen die Stadt und mussten sich und ihre Kinder als Sklaven verkaufen, um zu überleben. Moctezuma ließ einen 16 Kilometer langen Damm quer über den Texcoco-See und einen Aquädukt errichten, doch es war klar geworden, dass sich die Stadt nicht mehr aus eigener Kraft mit Nahrung versorgen konnte.
Die folgenden Kriege wurden dann auch vorrangig mit dem Ziel geführt, das Volumen der Tributzahlungen, insbesondere von Nahrungsmitteln, zu erhöhen. Das erste Kriegsziel war das mixtekische Handelszentrum Coaixtlahuacán, dessen Eroberung den Weg in das Tal von Oaxaca öffnete, das ebenfalls unterworfen wurde. Danach stießen aztekische Krieger durch eine Umgehung der unabhängigen Nachbarn Tlaxcala und Puebla im Norden und im Süden an die Küste des Golfes von Mexiko vor. In beiden Fällen wurden wichtige Handelsknotenpunkte wie Tlatlauhquitepec bzw. Tepeaca erobert. Schließlich fiel 1464 auch der alte Rivale Chalco durch Verrat. Bis zum Ende Moctezumas Herrschaft 1471 eroberten die Azteken noch große Teile der mittleren Golfküste sowie der heutigen mexikanischen Bundesstaaten Hidalgo und Guerrero.
Die Unternehmungen wurden mit zunehmender Entfernung von Tenochtitlán immer aufwändiger, dementsprechend wurde es auch schwieriger, Gefangene für rituelle Opferungen zu bekommen. Deshalb erdachte man das Konzept der Blumenkriege. Dabei ließen die Azteken einigen ihrer kulturell verwandten Nachbarn die Unabhängigkeit, um in regelmäßigen Abständen rituelle Kriege gegen sie zu führen und dabei eine gewisse Anzahl von Gefangenen zu gewinnen, die dann geopfert werden sollten.
Innenpolitisch wurden Adel und das niedere Volk durch strenge Regelungen voneinander abgegrenzt. Angehörige der jeweiligen Klasse mussten ihren Status durch das Tragen standesgemäßer Kleidung, Schmuck oder ähnlichem klar erkennbar machen.
Moctezuma I. starb im Jahre 1469, ohne einen Sohn als legitimen Nachfolger zu hinterlassen. Wer genau bis 1471 die Herrschaft innehatte, ist nicht geklärt. Möglicherweise regierte seine Tochter Atotoztli für einige Zeit zusammen mit ihrem Mann, doch letztendlich wurde der bei seiner Thronbesteigung erst neunzehn Jahre alte Axayacatl zum Nachfolger gewählt.